# Super Prestige Pernod 1984
De Super Prestige Pernod 1984 was de 26e editie van dit regelmatigheidsklassement in het wielrennen. Ten opzichte van vorig jaar telde het Kampioenschap van Zürich dit jaar weer mee voor het klassement. De kalender bleef voor de rest hetzelfde, waardoor er dit seizoen 27 wedstrijden meetelden voor de Super Prestige Pernod, het hoogste aantal tot dan toe.
Het eindklassement werd gewonnen door Sean Kelly uit Ierland. Kelly schreef drie belangrijke klassiekers op zijn naam (Parijs-Roubaix, Luik-Bastenaken-Luik, Grote Herfstprijs) en won ook voor de derde keer op rij Parijs-Nice. De tweede plek was voor Bernard Hinault, die zijn jaar voor het eerst afsloot zonder eindwinst in een grote ronde. De Australiër Phil Anderson eindigde als derde, nipt voor Tourwinnaar Laurent Fignon. Voor het eerst sinds 1961 eindigde er geen Nederlander in de top-tien van het eindklassement. Martin Ramírez werd door zijn overwinning in de Dauphiné Libéré de eerste Zuid-Amerikaanse winnaar van een Super Prestige Pernod-wedstrijd. Behalve de Super Prestige Pernod werden er nog twee andere prijzen uitgereikt: de Prestige Pernod voor Franse renners en de Super Promotion voor renners onder de 25 jaar. Die laatste prijs was een samenvoeging van de Promotion Pernod en de Promotion Internationale, die aan Franse renners onder de 25 jaar (Promotion Pernod) en hun buitenlandse leeftijdgenoten (Promotion Internationale) vorig jaar apart waren uitgereikt. De eerste winnaar van dit gezamenlijke klassement was Niki Rüttimann uit Zwitserland.

## Wedstrijden
| Datum           | Koers                                   | Winnaar            |
| --------------- | --------------------------------------- | ------------------ |
| 3 maart         | Omloop Het Volk (1984)                  | Eddy Planckaert    |
| 7–14 maart      | Parijs-Nice (1984)                      | Sean Kelly         |
| 8–14 maart      | Tirreno-Adriatico (1984)                | Tommy Prim         |
| 17 maart        | Milaan-San Remo (1984)                  | Francesco Moser    |
| 1 april         | Ronde van Vlaanderen (1984)             | Johan Lammerts     |
| 4 april         | Gent-Wevelgem (1984)                    | Guido Bontempi     |
| 8 april         | Parijs-Roubaix (1984)                   | Sean Kelly         |
| 12 april        | Waalse Pijl (1984)                      | Kim Andersen       |
| 15 april        | Luik-Bastenaken-Luik (1984)             | Sean Kelly         |
| 21 april        | Amstel Gold Race (1984)                 | Jacques Hanegraaf  |
| 1 mei           | Rund um den Henninger-Turm (1984)       | Phil Anderson      |
| 17 april–6 mei  | Ronde van Spanje (1984)                 | Eric Caritoux      |
| 6 mei           | Kampioenschap van Zürich (1984)         | Phil Anderson      |
| 8–13 mei        | Ronde van Romandië (1984)               | Stephen Roche      |
| 8–13 mei        | Vierdaagse van Duinkerke (1984)         | Bernard Hinault    |
| 26 mei          | Bordeaux-Parijs (1984)                  | Hubert Linard      |
| 28 mei–4 juni   | Critérium du Dauphiné Libéré (1984)     | Martin Ramírez     |
| 17 mei–10 juni  | Ronde van Italië (1984)                 | Francesco Moser    |
| 13–17 juni      | Grand Prix du Midi Libre (1984)         | Dominique Garde    |
| 13–22 juni      | Ronde van Zwitserland (1984)            | Urs Zimmermann     |
| 29 juni–22 juli | Ronde van Frankrijk (1984)              | Laurent Fignon     |
| 2 september     | Wereldkampioenschap in Barcelona (1984) | Claude Criquielion |
| 4–17 september  | Ronde van de Toekomst (1984)            | Charly Mottet      |
| 19 september    | Parijs-Brussel (1984)                   | Eric Vanderaerden  |
| 23 september    | Grote Landenprijs (1984)                | Bernard Hinault    |
| 7 oktober       | Grote Herfstprijs (1984)                | Sean Kelly         |
| 13 oktober      | Ronde van Lombardije (1984)             | Bernard Hinault    |

## Eindklassementen

### Individueel
| Plek | Renner                 | Punten |
| ---- | ---------------------- | ------ |
| 1    | Sean Kelly             | 450    |
| 2    | Bernard Hinault        | 305    |
| 3    | Phil Anderson          | 197    |
| 4    | Laurent Fignon         | 190    |
| 5    | Francesco Moser        | 135    |
| 5    | Stephen Roche          | 135    |
| 7    | Greg LeMond            | 125    |
| 8    | Eric Vanderaerden      | 119    |
| 9    | Claude Criquielion     | 114    |
| 10   | Jean-Luc Vandenbroucke | 105    |

- Prestige Pernod: Bernard Hinault
- Super Promotion: Niki Rüttimann

1959 · 1960 · 1961 · 1962 · 1963 · 1964 · 1965 · 1966 · 1967 · 1968 · 1969 · 1970 · 1971 · 1972 · 1973 · 1974 · 1975 · 1976 · 1977 · 1978 · 1979 · 1980 · 1981 · 1982 · 1983 · 1984 · 1985 · 1986 · 1987